# Xinxiang
Xinxiang (cinese: 新乡 ; pinyin: Xīnxiāng) è una città con status di prefettura della provincia dell'Henan, nella Cina centro-orientale.

## Geografia antropica

### Suddivisioni amministrative
La prefettura di Xinxiang è a sua volta divisa in 4 distretti, 2 città e 6 contee.
- Distretto di Weibin - 卫滨区 Wèibīn Qū ;
- Distretto di Hongqi - 红旗区 Hóngqí Qū ;
- Distretto di Fengquan - 凤泉区 Fèngquán Qū ;
- Distretto di Muye - 牧野区 Mùyě Qū ;
- la città di Weihui - 卫辉市 Wèihuī Shì ;
- la città di Huixian - 辉县市 Huīxiàn Shì ;
- Contea di Xinxiang - 新乡县 Xīnxiāng Xiàn ;
- Contea di Huojia - 获嘉县 Huòjiā Xiàn ;
- Contea di Yuanyang - 原阳县 Yuányáng Xiàn ;
- Contea di Yanjin - 延津县 Yánjīn Xiàn ;
- Contea di Fengqiu - 封丘县 Fēngqiū Xiàn ;
- Contea di Changyuan - 长垣县 Chángyuán Xiàn.